# توئین پیکس: با من بر آتش برو
توئین پیکس: با من بر آتش برو (به انگلیسی: Twin Peaks: Fire Walk with Me) فیلمی به کارگردانی دیوید لینچ محصول سال ۱۹۹۲ است. داستان فیلم پیش‌درآمدی بر رویدادهای مجموعه تلویزیونی توئین پیکس است.